# برونو لوتز
برونو لوتز (بالألمانية: Bruno Lutz)‏ هو مصمم الإنتاج ومخرج فني ألماني، ولد في 7 يونيو 1889 في برلين في ألمانيا، وتوفي في 5 مارس 1964 في ألمانيا الغربية.

## وصلات خارجية
- برونو لوتز على موقع IMDb (الإنجليزية)
- برونو لوتز على موقع قاعدة بيانات الأفلام السويدية (السويدية)
- برونو لوتز على موقع قاعدة بيانات الفيلم (الإنجليزية)
- برونو لوتز على موقع كينوبويسك (الروسية)